# 田村直也 (サッカー選手)
田村 直也（たむら なおや、1984年11月20日 - ）は、東京都出身の元プロサッカー選手ポジションはミッドフィールダー（ボランチ）、ディフェンダー（サイドバック）。

## 人物・エピソード
小学1年の時、野球をしていた兄とは違うスポーツをやりたいと思い、サッカーを始めた。東京ヴェルディの下部組織時代は菅野孝憲・玉乃淳が同級生で在籍。その後、ユースから中央大学に進学。この際在学していた東京都立調布南高等学校では成績優秀だったため、スポーツ推薦ではなく指定校推薦で進学している。
ユースまでは攻撃的ミッドフィルダーを務めていたが、大学時代にボランチに転向した。
2007年にベガルタ仙台に入団。多くのポジションをこなすユーリティティプレイヤーとして活躍していたが、2013年12月12日にクラブから契約満了が発表された。
2014年、ユース時代に所属していた東京ヴェルディへ移籍。同年、チームの主将を務めた。
また2017年にはアパレルブランド「TMFC」を立ち上げ、代表に就任。アパレル業以外にも多摩市のスポーツ振興と地域貢献に関わる活動を実施している。
2019年シーズンで現役を引退。最終節には先発出場し、試合後には引退セレモニーが行われた。

## プレースタイル
仙台に入団した当初はボランチであったが、その後は両SBやCB、場合によっては攻撃的MFでも起用されるなど、FWとGK以外は全てこなすユーティリティープレイヤーである。

また、どのポジションでも球際でしっかり食らいつくディフェンスと、キック力を活かしたミドルパスを武器としている。

## 所属クラブ
ユース経歴
- 落合サッカークラブ
- FC多摩
- 東京ヴェルディジュニアユース
- 2000年 - 2002年 東京ヴェルディユース（東京都立調布南高等学校）
- 2003年 - 2006年 中央大学サッカー部

プロ経歴
- 2007年 - 2013年 ベガルタ仙台
- 2014年 - 2019年 東京ヴェルディ

## 個人成績
| 国内大会個人成績 | 国内大会個人成績 | 国内大会個人成績 | 国内大会個人成績 | 国内大会個人成績 | 国内大会個人成績 | 国内大会個人成績 | 国内大会個人成績 | 国内大会個人成績 | 国内大会個人成績 | 国内大会個人成績 | 国内大会個人成績 |
| 年度             | クラブ           | 背番号           | リーグ           | リーグ戦         | リーグ戦         | リーグ杯         | リーグ杯         | オープン杯       | オープン杯       | 期間通算         | 期間通算         |
| 年度             | クラブ           | 背番号           | リーグ           | 出場             | 得点             | 出場             | 得点             | 出場             | 得点             | 出場             | 得点             |
| 日本             | 日本             | 日本             | 日本             | リーグ戦         | リーグ戦         | リーグ杯         | リーグ杯         | 天皇杯           | 天皇杯           | 期間通算         | 期間通算         |
| ---------------- | ---------------- | ---------------- | ---------------- | ---------------- | ---------------- | ---------------- | ---------------- | ---------------- | ---------------- | ---------------- | ---------------- |
| 2007             | 仙台             | 23               | J2               | 15               | 1                | -                | -                | 0                | 0                | 15               | 1                |
| 2008             | 仙台             | 23               | J2               | 36               | 2                | -                | -                | 0                | 0                | 36               | 2                |
| 2009             | 仙台             | 23               | J2               | 23               | 1                | -                | -                | 4                | 0                | 27               | 1                |
| 2010             | 仙台             | 23               | J1               | 27               | 0                | 5                | 1                | 0                | 0                | 32               | 1                |
| 2011             | 仙台             | 23               | J1               | 19               | 0                | 3                | 0                | 3                | 2                | 25               | 2                |
| 2012             | 仙台             | 23               | J1               | 26               | 1                | 6                | 1                | 2                | 0                | 34               | 2                |
| 2013             | 仙台             | 23               | J1               | 14               | 0                | 1                | 0                | 2                | 0                | 17               | 0                |
| 2014             | 東京V            | 23               | J2               | 38               | 1                | -                | -                | 1                | 0                | 39               | 1                |
| 2015             | 東京V            | 23               | J2               | 29               | 1                | -                | -                | 0                | 0                | 29               | 1                |
| 2016             | 東京V            | 23               | J2               | 33               | 0                | -                | -                | 2                | 0                | 35               | 0                |
| 2017             | 東京V            | 23               | J2               | 17               | 1                | -                | -                | 1                | 0                | 18               | 1                |
| 2018             | 東京V            | 23               | J2               | 31               | 0                | -                | -                | 0                | 0                | 31               | 0                |
| 2019             | 東京V            | 23               | J2               | 9                | 0                | -                | -                | 1                | 0                | 10               | 0                |
| 通算             | 日本             | 日本             | J1               | 86               | 1                | 15               | 2                | 7                | 2                | 108              | 5                |
| 通算             | 日本             | 日本             | J2               | 231              | 7                | -                | -                | 9                | 0                | 240              | 7                |
| 総通算           | 総通算           | 総通算           | 総通算           | 317              | 8                | 15               | 2                | 16               | 2                | 348              | 12               |

| 国際大会個人成績 | 国際大会個人成績 | 国際大会個人成績 | 国際大会個人成績 | 国際大会個人成績 |
| 年度             | クラブ           | 背番号           | 出場             | 得点             |
| AFC              | AFC              | AFC              | ACL              | ACL              |
| ---------------- | ---------------- | ---------------- | ---------------- | ---------------- |
| 2013             | 仙台             | 23               | 3                | 0                |
| 通算             | AFC              | AFC              | 3                | 0                |

その他の公式戦
- 2008年
  - J1・J2入れ替え戦 1試合0得点
- 2018年
  - J1参入プレーオフ 3試合0得点

### 出場歴
- Jリーグ初出場 - 2007年3月11日 セレッソ大阪戦
- Jリーグ初得点 - 2007年8月19日 ザスパ草津戦

## 選抜歴
- 2005年 関東大学選抜
- 2006年 関東大学選抜
- 2006年 全日本大学選抜